# Kongsvinger Idrettslag Toppfotball 2016
Questa voce raccoglie le informazioni riguardanti il Kongsvinger Idrettslag Toppfotball nelle competizioni ufficiali della stagione 2016.

## Stagione
Il Kongsvinger è tornato in 1. divisjon dopo due stagioni in 2. divisjon, a seguito della vittoria del gruppo 4 del campionato 2015. Il 16 dicembre 2015 sono stati compilati i calendari in vista della nuova stagione, con il Kongsvinger che avrebbe disputato la 1ª giornata nel weekend del 3 aprile andando a far visita all'Åsane, al Myrdal Gress. Il 22 marzo 2016, Otto Fredrikson è stato nominato nuovo capitano del Kongsvinger.
Il 1º aprile è stato sorteggiato il primo turno del Norgesmesterskapet 2016: il Kongsvinger avrebbe così fatto visita al Flisa. Al secondo turno, la squadra è stata sorteggiata contro l'Elverum. Al turno successivo, il Kongsvinger avrebbe ospitato lo Strømmen. Dopo aver eliminato lo Strømmen stesso, il Kongsvinger ha superato Brattvåg, Sandefjord e Strømsgodset, prima di arrendersi in finale al Rosenborg.
La squadra ha chiuso invece il campionato al 5º posto, centrando quindi un posizionamento valido per le qualificazioni all'Eliteserien: dopo aver superato il Sandnes Ulf, il Kongsvinger è stato eliminato dal Jerv ed è pertanto rimasto in 1. divisjon.

## Maglie e sponsor
Lo sponsor tecnico per la stagione 2016 è stato Umbro, mentre lo sponsor ufficiale è stato Sparebanken Hedmark. La divisa casalinga era composta da una maglietta rossa con inserti bianchi, con pantaloncini e calzettoni bianchi. Quella da trasferta prevedeva una maglia bianca, con pantaloncini e calzettoni rossi.
| Casa | Trasferta |

## Rosa
| N. |                           | Ruolo | Calciatore                 |
| -- | ------------------------- | ----- | -------------------------- |
| 1  | Finlandia (bandiera)      | P     | Otto Fredrikson (capitano) |
| 2  | Norvegia (bandiera)       | D     | Fredrik Pålerud            |
| 3  | Norvegia (bandiera)       | D     | Jørgen Richardsen          |
| 4  | Norvegia (bandiera)       | D     | Adrian Ovlien              |
| 5  | Norvegia (bandiera)       | D     | Christian Røer             |
| 6  | Svezia (bandiera)         | C     | Johan Peter Vennberg       |
| 7  | Australia (bandiera)      | D     | Dylan Murnane              |
| 7  | Costa d'Avorio (bandiera) | C     | Emilie Noe Dadjo           |
| 8  | Norvegia (bandiera)       | C     | Martin Ellingsen           |
| 9  | Norvegia (bandiera)       | A     | Adem Güven                 |
| 10 | Norvegia (bandiera)       | D     | Espen Nystuen              |
| 11 | Spagna (bandiera)         | C     | Maykel                     |
| 14 | Norvegia (bandiera)       | D     | Markus Skjellum            |
| 15 | Russia (bandiera)         | D     | Kirill Suslov              |

| N. |                       | Ruolo | Calciatore             |
| -- | --------------------- | ----- | ---------------------- |
| 16 | Norvegia (bandiera)   | C     | Harald Holter          |
| 17 | Portogallo (bandiera) | C     | Hélio Pinto            |
| 17 | Norvegia (bandiera)   | C     | Mathias Berg Gjerstrøm |
| 18 | Norvegia (bandiera)   | A     | Mats Moldskred         |
| 19 | Senegal (bandiera)    | A     | Mame Niang             |
| 19 | Grecia (bandiera)     | A     | Ioannis Sotiroglou     |
| 20 | Norvegia (bandiera)   | A     | Ørjan Røyrane          |
| 21 | Norvegia (bandiera)   | A     | Simen Stølen           |
| 23 | Spagna (bandiera)     | P     | Dani Mederos           |
| 28 | Norvegia (bandiera)   | C     | Martin Vinjor          |
| 37 | Norvegia (bandiera)   | C     | Oskar Elias Wang       |
| 38 | Norvegia (bandiera)   | C     | Daniel Lysgård         |
| 44 | Norvegia (bandiera)   | C     | Ludvig Langbrekken     |

## Calciomercato

### Sessione invernale(dal 01/01 al 31/03)
| Arrivi | Arrivi                 | Arrivi            | Arrivi     |
| R.     | Nome                   | da                | Modalità   |
| ------ | ---------------------- | ----------------- | ---------- |
| P      | Dani Mederos           | Nybergsund        | definitivo |
| D      | Markus Skjellum        | Skeid             | definitivo |
| D      | Kirill Suslov          | KAMAZ             | definitivo |
| C      | Mathias Berg Gjerstrøm | Strømsgodset      | prestito   |
| A      | Ioannis Sotiroglou     | EN ThOΪ Lakatamia | prestito   |

| Partenze | Partenze           | Partenze   | Partenze   |
| R.       | Nome               | a          | Modalità   |
| -------- | ------------------ | ---------- | ---------- |
| P        | Alexander Pedersen | Hønefoss   | prestito   |
| D        | François Yabré     |            | svincolato |
| C        | Niklas Rekdal      | Nybergsund | definitivo |
| C        | Magnus Solum       |            | svincolato |

### Sessione estiva(dal 21/07 al 17/08)
| Arrivi | Arrivi      | Arrivi | Arrivi     |
| R.     | Nome        | da     | Modalità   |
| ------ | ----------- | ------ | ---------- |
| C      | Hélio Pinto |        | svincolato |
| A      | Mame Niang  |        | svincolato |

| Partenze | Partenze               | Partenze          | Partenze      |
| R.       | Nome                   | a                 | Modalità      |
| -------- | ---------------------- | ----------------- | ------------- |
| C        | Mathias Berg Gjerstrøm | Strømsgodset      | fine prestito |
| C        | Emilie Noe Dadjo       | Raufoss           | definitivo    |
| A        | Ioannis Sotiroglou     | EN ThOΪ Lakatamia | fine prestito |

### Dopo la sessione estiva
| Arrivi | Arrivi        | Arrivi | Arrivi     |
| R.     | Nome          | da     | Modalità   |
| ------ | ------------- | ------ | ---------- |
| D      | Dylan Murnane |        | svincolato |

| Partenze | Partenze | Partenze | Partenze |
| R.       | Nome     | a        | Modalità |
| -------- | -------- | -------- | -------- |

## Risultati

### 1. divisjon

#### Girone di andata
| Arbitro: | Haugen (Rælingen) |

|                                          |           |  |
| Soltvedt 7’ Nystuen 67’ (aut.) Hagos 83’ | Marcatori |  |

| Arbitro: | Moen (Lillestrøm) |

|                                        |           |                           |
| Moldskred 6’ Maykel 47’ Sotiroglou 90’ | Marcatori | 43’ Gondra Krug 72’ Lekaj |

| Arbitro: | Følstad Skarsem (Trondheim) |

|                            |           |                             |
| Magnussen 13’ Vestvatn 53’ | Marcatori | 50’ Moldskred 81’ Ellingsen |

| Arbitro: | Haugen (Rælingen) |

|                                                                     |           |  |
| Güven 7’ Moldskred 21’ (rig.) Maykel 39’ Røyrane 48’ Sotiroglou 76’ | Marcatori |  |

| Arbitro: | Smehus Kringstad |

|  |           |                                       |
|  | Marcatori | 54’ Vennberg 56’ Güven 90’ Sotiroglou |

| Arbitro: | Tennøy (Bergen) |

|                         |           |  |
| Güven 20’ Moldskred 62’ | Marcatori |  |

| Arbitro: | Saggi (Drammen) |

|            |           |                                        |
| Maykel 28’ | Marcatori | 45’ Bamba 46’ (aut.) Mederos 75’ Mendy |

| Arbitro: | Hauge (Bergen) |

|                      |           |               |
| Lange 3’ Achrifi 19’ | Marcatori | 26’ Ellingsen |

| Arbitro: | Moen (Lillestrøm) |

|           |           |                              |
| Güven 32’ | Marcatori | 72’ Þorsteinsson 77’ Engblom |

| Arbitro: | Smehus Kringstad (Oslo) |

|                   |           |                        |
| Aas 27’ Hopen 51’ | Marcatori | 43’ Holter 52’ Nystuen |

| Arbitro: | Døvle (Larvik) |

|               |           |  |
| Moldskred 13’ | Marcatori |  |

| Arbitro: | Jonsson Trædal (Oslo) |

|                        |           |                      |
| Braaten 44’ Langås 55’ | Marcatori | 78’ Dadjo 80’ Ovlien |

| Arbitro: | Hansen (Oslo) |

|               |           |                                     |
| Ellingsen 58’ | Marcatori | 28’ Kapidžić 81’ Johansen Westgaard |

| Arbitro: | Eskås (Oslo) |

|                                  |           |            |
| Olsen Solberg 13’ Fredriksen 79’ | Marcatori | 87’ Maykel |

| Arbitro: | Haugen (Rælingen) |

|                |           |  |
| Güven 68’, 71’ | Marcatori |  |

#### Girone di ritorno
| Arbitro: | Hauge (Bergen) |

|                                      |           |                         |
| Hagen 22’ Edvardsen 54’ 67’ Berglann | Marcatori | 79’ Moldskred 80’ Güven |

| Arbitro: | Jonsson Trædal (Oslo) |

|                    |           |  |
| Moldskred 58’, 90’ | Marcatori |  |

| Arbitro: | Saggi (Drammen) |

|                    |           |                                        |
| Normann Hansen 49’ | Marcatori | 10’ Maykel 23’ Moldskred 57’ Ellingsen |

| Kongsvinger 7 agosto 2016, ore 18:00 19ª giornata                              | Kongsvinger | 2 – 1 referto | Hødd | Gjemselund Stadion (1.446 spett.) |
| \| \| \| \| \| Moldskred 33’ (rig.) Vennberg 38’ \| Marcatori \| 74’ Shroot \| |             |               |      |                                   |
|                                                                                |             |               |      |                                   |
| Moldskred 33’ (rig.) Vennberg 38’                                              | Marcatori   | 74’ Shroot    |      |                                   |

| Arbitro: | Følstad Skarsem (Trondheim) |

|                    |           |            |
| Retsius Grødem 71’ | Marcatori | 30’ Suslov |

| Arbitro: | Smehus Kringstad (Oslo) |

|                      |           |                    |
| Suslov 17’ Niang 90’ | Marcatori | 36’ Jahr 56’ Trøen |

| Arbitro: | Jonsson Trædal (Oslo) |

|           |           |                |
| Bamba 64’ | Marcatori | 82’, 90’ Güven |

| Arbitro: | Hansen (Oslo) |

|           |           |  |
| Güven 13’ | Marcatori |  |

| Arbitro: | Hagenes (Marikollen) |

|             |           |           |
| Eriksen 12’ | Marcatori | 20’ Güven |

| Arbitro: | Borgersen (Oslo) |

|              |           |                                |
| Sortevik 90’ | Marcatori | 53’ (rig.) Moldskred 90’ Niang |

| Arbitro: | Tennøy (Bergen) |

|            |           |                     |
| Maykel 19’ | Marcatori | 41’ (rig.), 72’ Aas |

| Arbitro: | Haugen (Rælingen) |

|                                   |           |                                                   |
| Hjelmtvedt 14’ Senstad 26’ (rig.) | Marcatori | 16’ Maykel 65’ (rig.) Niang 72’ Güven 73’ Røyrane |

| Arbitro: | Steen (Bergen) |

|                           |           |              |
| Güven 40’, 70’ Maykel 90’ | Marcatori | 87’ Lindseth |

| Arbitro: | Smehus Kringstad (Oslo) |

|         |           |              |
| Flo 32’ | Marcatori | 42’ Vennberg |

| Arbitro: | Jonsson Trædal (Oslo) |

|                            |           |                               |
| Vennberg 28’ Ellingsen 90’ | Marcatori | 61’, 78’ Krogstad 90’ Solberg |

### Norgesmesterskapet
| Flisa 13 aprile 2016, ore 18:00 Primo turno     | Flisa     | 0 – 1 referto | Kongsvinger | Flisa Stadion (450 spett.) |
| \| \| \| \| \| \| Marcatori \| 73’ Ellingsen \| |           |               |             |                            |
|                                                 |           |               |             |                            |
|                                                 | Marcatori | 73’ Ellingsen |             |                            |

| Elverum 27 aprile 2016, ore 18:00 Secondo turno         | Elverum   | 0 – 1 referto         | Kongsvinger | Elverum Stadion (685 spett.) |
| \| \| \| \| \| \| Marcatori \| 13’ (aut.) Streitlien \| |           |                       |             |                              |
|                                                         |           |                       |             |                              |
|                                                         | Marcatori | 13’ (aut.) Streitlien |             |                              |

| Arbitro: | Lundby (Bøverbru) |

|                                             |                      |                                        |
| Maykel 77’                                  | Marcatori            | 20’ Øby                                |
| Maykel Güven Moldskred Ellingsen Sotiroglou | Tiri di rigore 4 – 3 | Konate Achrifi Nakkim Nilsen Melgalvis |

| Arbitro: | Hagenes (Marikollen) |

|           |           |  |
| Güven 72’ | Marcatori |  |

| Arbitro: | Eskås (Oslo) |

|                        |           |            |
| Ellingsen 8’ Güven 70’ | Marcatori | 58’ Larsen |

| Arbitro: | Skjerven (Kaupanger) |

|             |           |                         |
| Tokstad 64’ | Marcatori | 55’ Pålerud 73’ Røyrane |

| Arbitro: | Hansen (Feda) |

|  |           |                                       |
|  | Marcatori | 12’, 63’, 65’ Helland 50’ Reginiussen |

#### Qualificazioni all'Eliteserien
| Arbitro: | Saggi (Drammen) |

|  |           |               |
|  | Marcatori | 9’, 90’ Güven |

| Arbitro: | Kjensli (Oslo) |

|                            |           |            |
| Andersen 32’ Brochmann 39’ | Marcatori | 16’ Maykel |

## Statistiche

### Statistiche di squadra
| Competizione          | Punti | In casa | In casa | In casa | In casa | In casa | In casa | In trasferta | In trasferta | In trasferta | In trasferta | In trasferta | In trasferta | Totale | Totale | Totale | Totale | Totale | Totale | DR  |
| Competizione          | Punti | G       | V       | N       | P       | Gf      | Gs      | G            | V            | N            | P            | Gf           | Gs           | G      | V      | N      | P      | Gf     | Gs     | DR  |
| --------------------- | ----- | ------- | ------- | ------- | ------- | ------- | ------- | ------------ | ------------ | ------------ | ------------ | ------------ | ------------ | ------ | ------ | ------ | ------ | ------ | ------ | --- |
| 1. divisjon           | 49    | 15      | 9       | 1       | 5       | 29      | 18      | 15           | 5            | 6            | 4            | 27           | 24           | 30     | 14     | 7      | 9      | 56     | 42     | +14 |
| Qual. all'Eliteserien | -     | 0       | 0       | 0       | 0       | 0       | 0       | 2            | 1            | 0            | 1            | 3            | 2            | 2      | 1      | 0      | 1      | 3      | 2      | +1  |
| Norgesmesterskapet    | -     | 4       | 2       | 1       | 1       | 4       | 6       | 3            | 3            | 0            | 0            | 4            | 1            | 7      | 5      | 1      | 1      | 8      | 9      | -1  |
| Totale                | -     | 19      | 11      | 2       | 6       | 33      | 24      | 20           | 9            | 6            | 5            | 34           | 27           | 39     | 20     | 8      | 11     | 67     | 53     | +14 |

### Andamento in campionato
| Giornata  | 1  | 2 | 3 | 4 | 5 | 6 | 7 | 8 | 9 | 10 | 11 | 12 | 13 | 14 | 15 | 16 | 17 | 18 | 19 | 20 | 21 | 22 | 23 | 24 | 25 | 26 | 27 | 28 | 29 | 30 |
| --------- | -- | - | - | - | - | - | - | - | - | -- | -- | -- | -- | -- | -- | -- | -- | -- | -- | -- | -- | -- | -- | -- | -- | -- | -- | -- | -- | -- |
| Luogo     | T  | C | T | C | T | C | C | T | C | T  | C  | T  | C  | T  | C  | T  | C  | T  | C  | T  | C  | T  | C  | T  | T  | C  | T  | C  | T  | C  |
| Risultato | P  | V | N | V | V | V | P | P | P | N  | V  | N  | P  | P  | V  | P  | V  | V  | V  | N  | N  | V  | V  | N  | V  | P  | V  | V  | N  | P  |
| Posizione | 16 | 8 | 9 | 5 | 2 | 2 | 5 | 5 | 7 | 7  | 6  | 7  | 7  | 9  | 8  | 9  | 7  | 5  | 5  | 6  | 6  | 5  | 5  | 5  | 5  | 5  | 5  | 5  | 4  | 5  |

Fonte:  OBOS-ligaen 2016, su altomfotball.no, Altomfotball.
Legenda:

Luogo: C = Casa; T = Trasferta. Risultato: V = Vittoria; N = Pareggio; P = Sconfitta.

### Statistiche dei giocatori
| Giocatore         | 1. divisjon | 1. divisjon | 1. divisjon | 1. divisjon | Norgesmesterskapet | Norgesmesterskapet | Norgesmesterskapet | Norgesmesterskapet | Coppe europee | Coppe europee | Coppe europee | Coppe europee | Qual. all'Eliteserien | Qual. all'Eliteserien | Qual. all'Eliteserien | Qual. all'Eliteserien | Totale   | Totale | Totale      | Totale     |
| Giocatore         | Presenze    | Reti        | Ammonizioni | Espulsioni  | Presenze           | Reti               | Ammonizioni        | Espulsioni         | Presenze      | Reti          | Ammonizioni   | Espulsioni    | Presenze              | Reti                  | Ammonizioni           | Espulsioni            | Presenze | Reti   | Ammonizioni | Espulsioni |
| ----------------- | ----------- | ----------- | ----------- | ----------- | ------------------ | ------------------ | ------------------ | ------------------ | ------------- | ------------- | ------------- | ------------- | --------------------- | --------------------- | --------------------- | --------------------- | -------- | ------ | ----------- | ---------- |
| M. Berg Gjerstrøm | 12          | 0           | 0           | 0           | 4                  | 0                  | 0                  | 0                  |               |               |               |               | -                     | -                     | -                     | -                     | 16       | 0      | 0           | 0          |
| E. Dadjo          | 12          | 1           | 3           | 0           | 4                  | 0                  | 1                  | 0                  |               |               |               |               | -                     | -                     | -                     | -                     | 16       | 1      | 4           | 0          |
| M. Ellingsen      | 29          | 5           | 3           | 0           | 7                  | 2                  | 0                  | 0                  |               |               |               |               | 2                     | 0                     | 0                     | 0                     | 38       | 7      | 3           | 0          |
| O. Fredrikson     | 29          | -38         | 1           | 0           | 4                  | -6                 | 0                  | 0                  |               |               |               |               | 2                     | -2                    | 0                     | 0                     | 35       | -46    | 1           | 0          |
| A. Güven          | 25          | 14          | 2           | 0           | 5                  | 2                  | 0                  | 0                  |               |               |               |               | 1                     | 2                     | 0                     | 0                     | 31       | 18     | 2           | 0          |
| H. Holter         | 28          | 1           | 5           | 0           | 6                  | 0                  | 1                  | 0                  |               |               |               |               | 2                     | 0                     | 1                     | 0                     | 36       | 1      | 7           | 0          |
| L. Langbrekken    | 0           | 0           | 0           | 0           | 0                  | 0                  | 0                  | 0                  |               |               |               |               | 0                     | 0                     | 0                     | 0                     | 0        | 0      | 0           | 0          |
| D. Lysgård        | 0           | 0           | 0           | 0           | 0                  | 0                  | 0                  | 0                  |               |               |               |               | 0                     | 0                     | 0                     | 0                     | 0        | 0      | 0           | 0          |
| Maykel            | 25          | 8           | 5           | 0           | 5                  | 1                  | 1                  | 0                  |               |               |               |               | 2                     | 1                     | 1                     | 0                     | 32       | 10     | 7           | 0          |
| D. Mederos        | 3           | -4          | 0           | 0           | 3                  | -1                 | 1                  | 0                  |               |               |               |               | 0                     | -0                    | 0                     | 0                     | 6        | -5     | 1           | 0          |
| M. Moldskred      | 25          | 11          | 0           | 0           | 4                  | 0                  | 0                  | 0                  |               |               |               |               | 0                     | 0                     | 0                     | 0                     | 29       | 11     | 0           | 0          |
| D. Murnane        | 4           | 0           | 1           | 0           | 0                  | 0                  | 0                  | 0                  |               |               |               |               | 0                     | 0                     | 0                     | 0                     | 4        | 0      | 1           | 0          |
| M. Niang          | 10          | 3           | 1           | 0           | 3                  | 0                  | 1                  | 0                  |               |               |               |               | 2                     | 0                     | 0                     | 0                     | 15       | 3      | 2           | 0          |
| E. Nystuen        | 22          | 1           | 2           | 0           | 5                  | 0                  | 1                  | 0                  |               |               |               |               | 2                     | 0                     | 0                     | 0                     | 29       | 1      | 3           | 0          |
| A. Ovlien         | 24          | 1           | 2           | 0           | 7                  | 0                  | 0                  | 0                  |               |               |               |               | 2                     | 0                     | 0                     | 0                     | 33       | 1      | 2           | 0          |
| F. Pålerud        | 29          | 0           | 2           | 1           | 6                  | 1                  | 1                  | 0                  |               |               |               |               | 2                     | 0                     | 0                     | 0                     | 37       | 1      | 3           | 1          |
| H. Pinto          | 9           | 0           | 1           | 0           | 3                  | 0                  | 1                  | 0                  |               |               |               |               | 2                     | 0                     | 0                     | 0                     | 14       | 0      | 2           | 0          |
| J. Richardsen     | 26          | 0           | 5           | 0           | 6                  | 0                  | 0                  | 0                  |               |               |               |               | 2                     | 0                     | 2                     | 0                     | 34       | 0      | 7           | 0          |
| Ø. Røyrane        | 16          | 2           | 1           | 0           | 6                  | 0                  | 0                  | 0                  |               |               |               |               | 2                     | 0                     | 2                     | 0                     | 24       | 2      | 3           | 0          |
| M. Skjellum       | 5           | 0           | 0           | 0           | 1                  | 0                  | 0                  | 0                  |               |               |               |               | 0                     | 0                     | 0                     | 0                     | 6        | 0      | 0           | 0          |
| I. Sotiroglou     | 13          | 3           | 0           | 0           | 4                  | 0                  | 0                  | 0                  |               |               |               |               | -                     | -                     | -                     | -                     | 17       | 3      | 0           | 0          |
| S. Stølen         | 7           | 0           | 0           | 0           | 2                  | 0                  | 0                  | 0                  |               |               |               |               | 1                     | 0                     | 0                     | 0                     | 10       | 0      | 0           | 0          |
| K. Suslov         | 25          | 2           | 3           | 1           | 7                  | 0                  | 2                  | 0                  |               |               |               |               | 2                     | 0                     | 1                     | 0                     | 34       | 2      | 6           | 1          |
| J. Vennberg       | 27          | 4           | 4           | 0           | 5                  | 0                  | 1                  | 0                  |               |               |               |               | 2                     | 0                     | 1                     | 0                     | 34       | 4      | 6           | 0          |
| M. Vinjor         | 2           | 0           | 0           | 0           | 0                  | 0                  | 0                  | 0                  |               |               |               |               | 0                     | 0                     | 0                     | 0                     | 2        | 0      | 0           | 0          |
| O. Wang           | 0           | 0           | 0           | 0           | 0                  | 0                  | 0                  | 0                  |               |               |               |               | 0                     | 0                     | 0                     | 0                     | 0        | 0      | 0           | 0          |